# جيوفري أوسبورن
جيوفري أوسبورن (24 فبراير 1956 في نيوزيلندا - ) (بالإنجليزية: Geoffrey Osborne)‏ هو لاعب كريكت نيوزلندي.

## وصلات خارجية
- جيوفري أوسبورن على موقع إي آس بي آن كريك إنفو (الإنجليزية)